# Annett Louisan
Annett Louisan (nascida Annett Päge em 2 de abril de 1977, em Havelberg) é uma cantora alemã. Ela vive com uma grande parte de sua família em Hamburgo. Louisan é seu nome artístico, derivado do nome de sua avó, Louise.  Em 2004, casou-se Gazi Isikatli, um estudante de negócios turco. Seu primeiro álbum, Bohème, foi listado nas paradas alemãs por quase um ano, com um pico de classificação em terceiro lugar. Ela apareceu no programa Sessão AVO em Basileia, em 7 de novembro de 2006 

## Estilo
Annett Louisan desempenha uma grande variedade de músicas com blues, soul, jazz e swing. As letras de suas canções são na sua maioria sobre o amor, o fracasso e a decepção. Annett Louisan é um dos poucos artistas alemães que obtiveram um alto perfil com canções do estilo chanson. Além da própria interpretação musical de Louisan, isso é devido à letra de seu produtor, Frank Ramond, bem como as composições de seus compositores, Hardy Kayser e Matthias Hass. Suas letras também lidam com as questões politizadas da auto-concepção do sexo feminino e os papéis sociais, criando uma ambivalência complexa. Isso se tornou mais evidente com seu primeiro single, "Das Spiel".

## Discografia

### Álbuns
| Ano  | Nome               | Posição | Posição | Posição | Prêmios              |
| Ano  | Nome               | D       | A       | CH      | Prêmios              |
| ---- | ------------------ | ------- | ------- | ------- | -------------------- |
| 2004 | Bohème             | 3       | 11      | 23      | IFPI (D): 2x Platina |
| 2005 | Unausgesprochen    | 3       | 19      | 49      | IFPI (D): 1x Platina |
| 2007 | Das optimale Leben | 2       | 6       | 7       | IFPI (D): 1x Ouro    |
| 2008 | Teilzeithippie     | 2       | 6       | 11      | IFPI (D): 1x Ouro    |

### Singles
| Ano  | Nome                             | Posição | Posição | Posição | Posição | Álbum              |
| Ano  | Nome                             | D       | A       | CH      | EU      | Álbum              |
| ---- | -------------------------------- | ------- | ------- | ------- | ------- | ------------------ |
| 2004 | Das Spiel                        | 5       | 12      | 66      | 17      | Bohème             |
| 2005 | Das Gefühl                       | 34      | 64      | -       | -       | Bohème             |
| 2005 | Das große Erwachen (…und jetzt…) | 52      | 68      | -       | -       | Unausgesprochen    |
| 2006 | Eve (Online-Single)              | -       | -       | -       | -       | Unausgesprochen    |
| 2006 | Wer bin ich wirklich             | 29      | 54      | 46      | -       | Unausgesprochen    |
| 2007 | Das alles wär nie passiert       | 52      | 71      | 30      | -       | Das optimale Leben |
| 2007 | Was haben wir gesucht?           | -       | -       | -       | -       | Das optimale Leben |
| 2008 | Drück die 1                      | 38      | 60      | -       | -       | Teilzeithippie     |
| 2009 | Auf dich hab ich gewartet        | 83      | -       | -       | -       | Teilzeithippie     |

## Awards

### 2004
- Goldene Schallplatte (1x Ouro para Bohème)

### 2005
- Prêmio Echo: Female Artist of the Year (National Rock/Pop)
- Goldene Stimmgabel: Best Female Solo Artist (Pop)
- Goldene Schallplatte (3x Gold por Bohème)
- Goldene Schallplatte (2x Platinum por Bohème)
- Goldene Schallplatte (1x Gold por Unausgesprochen)

### 2006
- Goldene Schallplatte (1x Platina por Unausgesprochen)

### 2007
- Goldene Schallplatte (1x Ouro por Das optimale Leben)